# 羅臼町

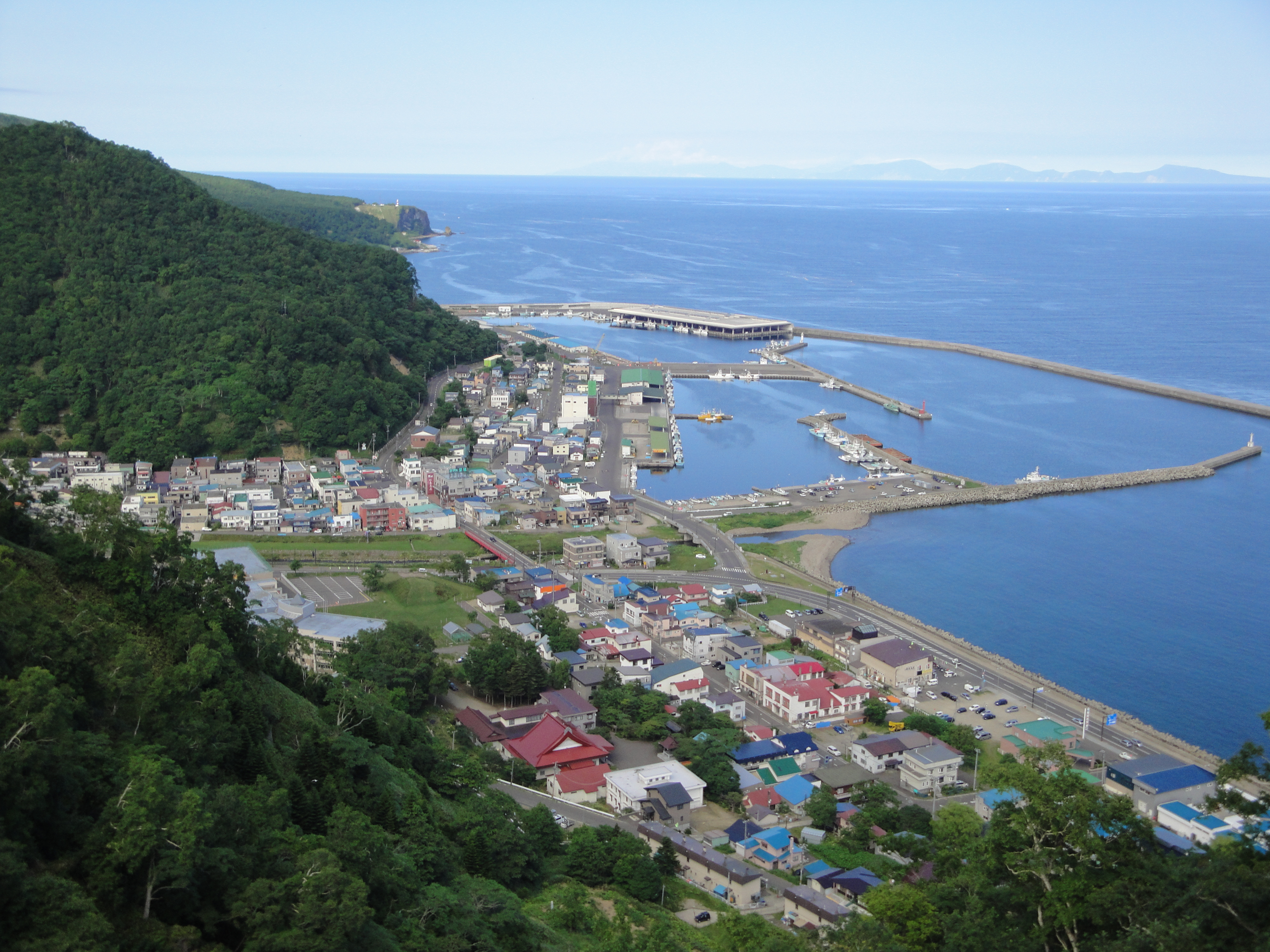
望郷台から眺めた羅臼市街（2011年7月）

羅臼町（らうすちょう）は、北海道東部（道東）の根室振興局にある町。知床半島の東南側に位置する。

## 町名の由来
アイヌ語に由来しているが由来は下記の諸説がある。
- 江戸時代後期のアイヌ語通詞上原熊次郎による「ラウシ（腸の生ず）」説
- 江戸時代後期・明治期の探検家松浦武四郎の『知床日誌』にある「ラウシ（臓腑骨等有しとの義）」説
- 江戸時代後期・明治期のアイヌ語研究者永田方正の「ラウシ ra-ushi 低処」説

以上を踏まえたうえで、アイヌ語研究者の山田秀三はアイヌ語の「ラ（ra）」に「臓腑」と「低い所」の同音異義語があることを踏まえ、当初は永田の解釈のように「ラウシ（ra-us-i）」（低い処・にある・もの〔川〕）として命名されたものが、後年「臓腑」の意味で解釈されるようになって上原や松浦に伝えられたのではないか、としている。

## 地理
知床半島を斜里町と二分しており、根室海峡を挟んで北方領土の国後島と対峙している。標高167メートルの高台に、「羅臼国後展望塔」が設けられている。海岸線から標高差が大きいため平地が少なく、川沿いに広がる平地と、海岸沿いの平地に集落を形成している。海岸線は何箇所かの難所があるものの徒歩により知床岬へ到達することが可能となっている。
- 山：海別岳（1,419 m）、猫山（553 m）、ラサウヌプリ（1,019 m）、遠音別岳（1,330 m）、知西別岳（1,317 m）、天頂山（1,046 m）、英嶺山（521 m）、羅臼岳（1,660 m）、三ッ峰（1,509 m）、サシルイ岳（1,564 m）、オッカバケ岳（1,462 m）、知円別岳（1,544 m）、ルシャ山（849 m）、トッカリムイ岳（561 m）、知床岳（1,254 m）、ポロモイ岳（992 m）、ウイーヌプリ（652 m）
- 河川：植別川、春日大川、知西別川、羅臼川、サシルイ川、ケンネベツ川、カモイウンベ川、
- 湖沼：羅臼湖
- 滝：熊越の滝、瀬石の滝、男滝、女滝

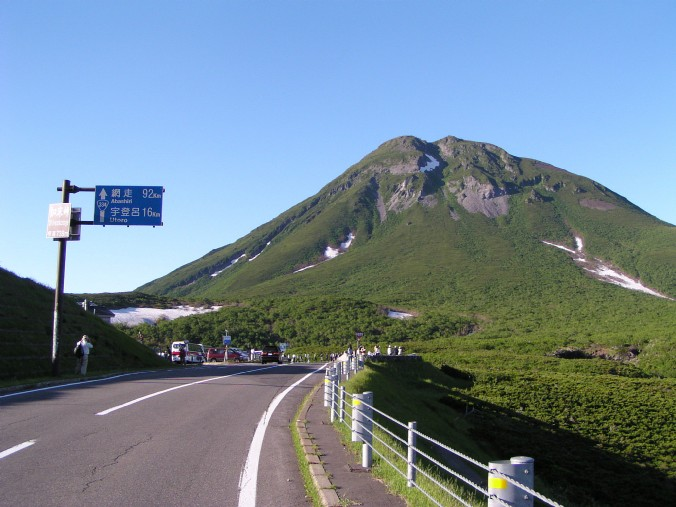
知床峠と羅臼岳（2005年7月）
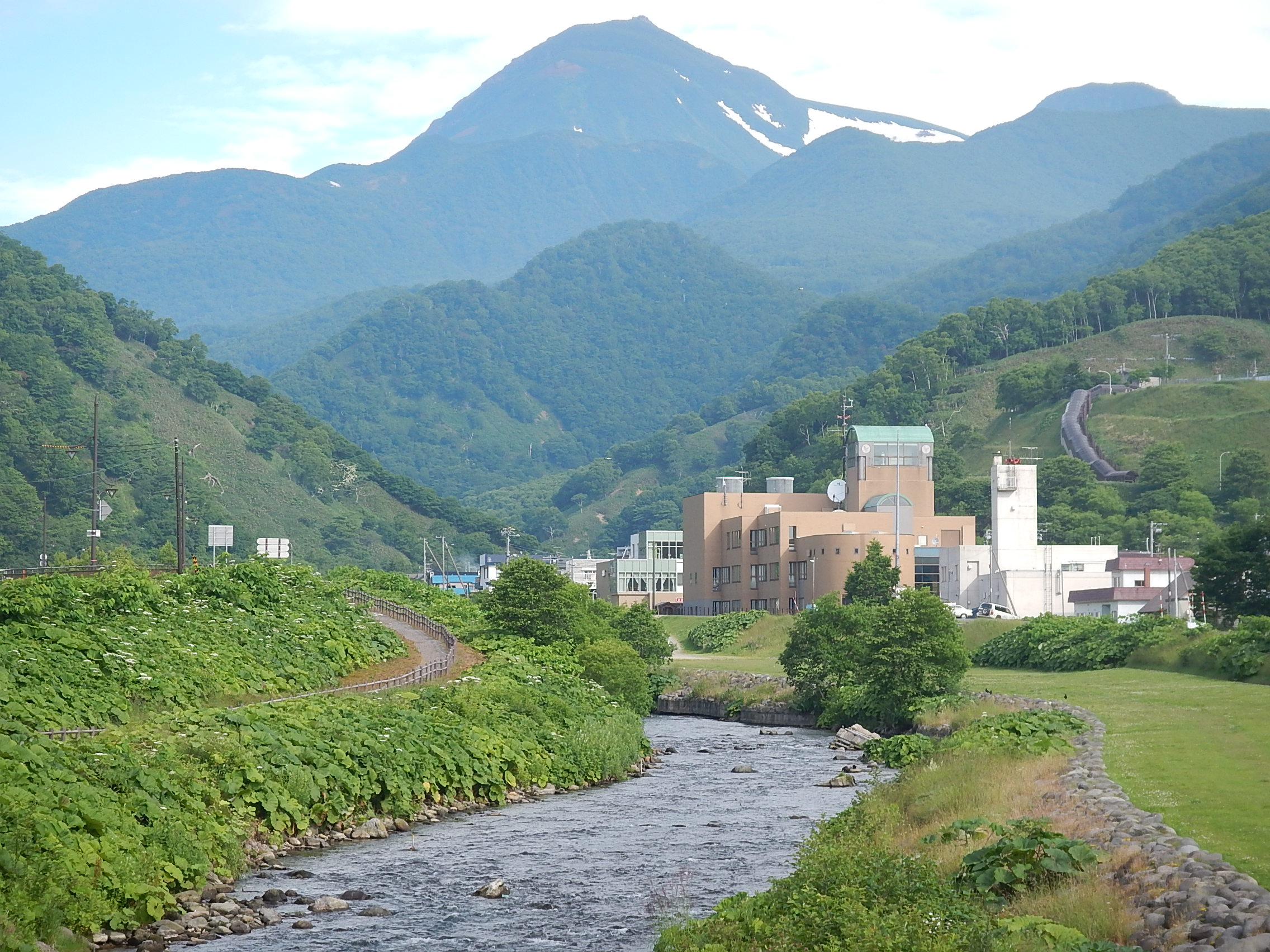
羅臼川と羅臼岳（2013年7月）
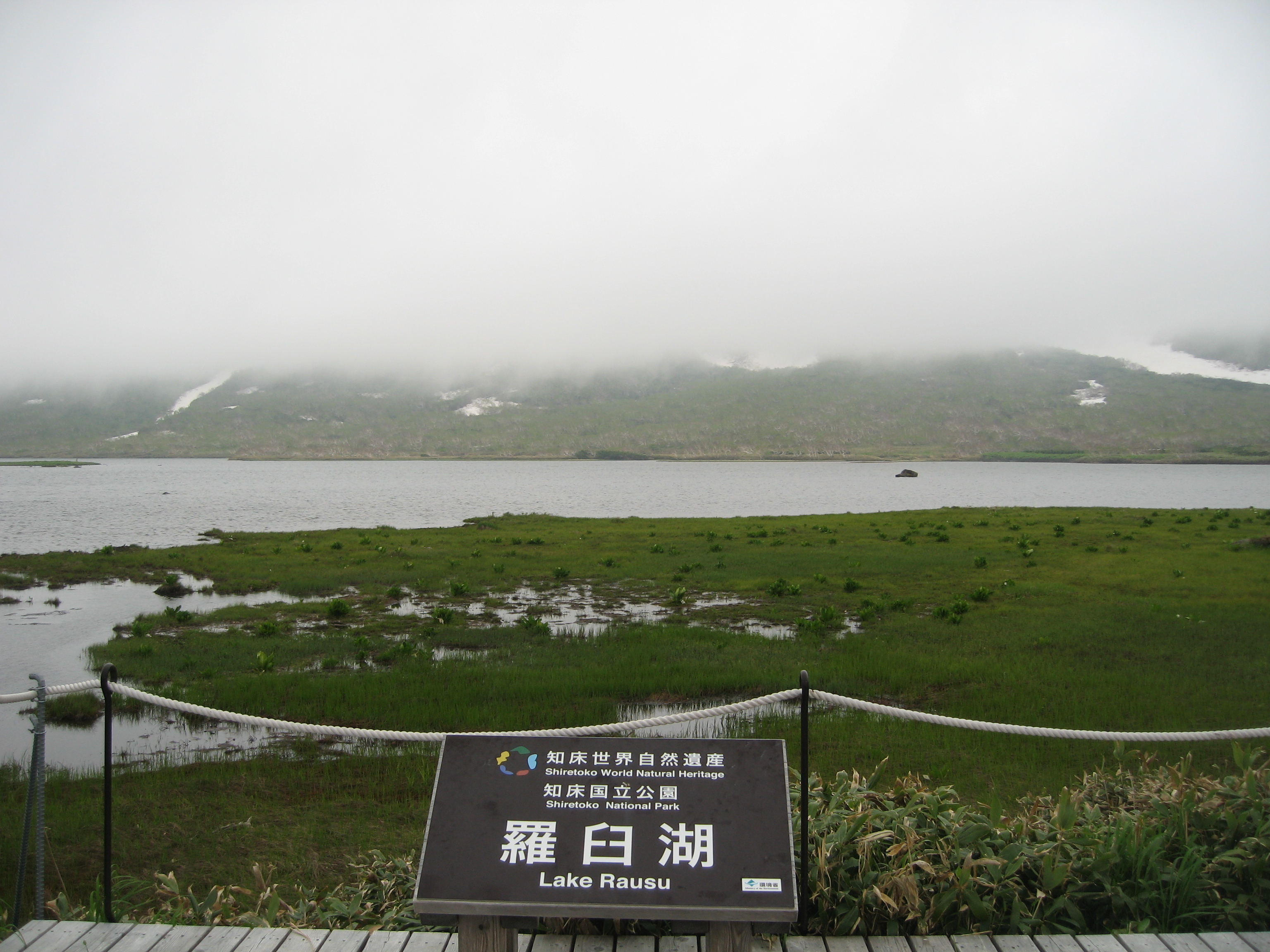
羅臼湖（2017年6月）
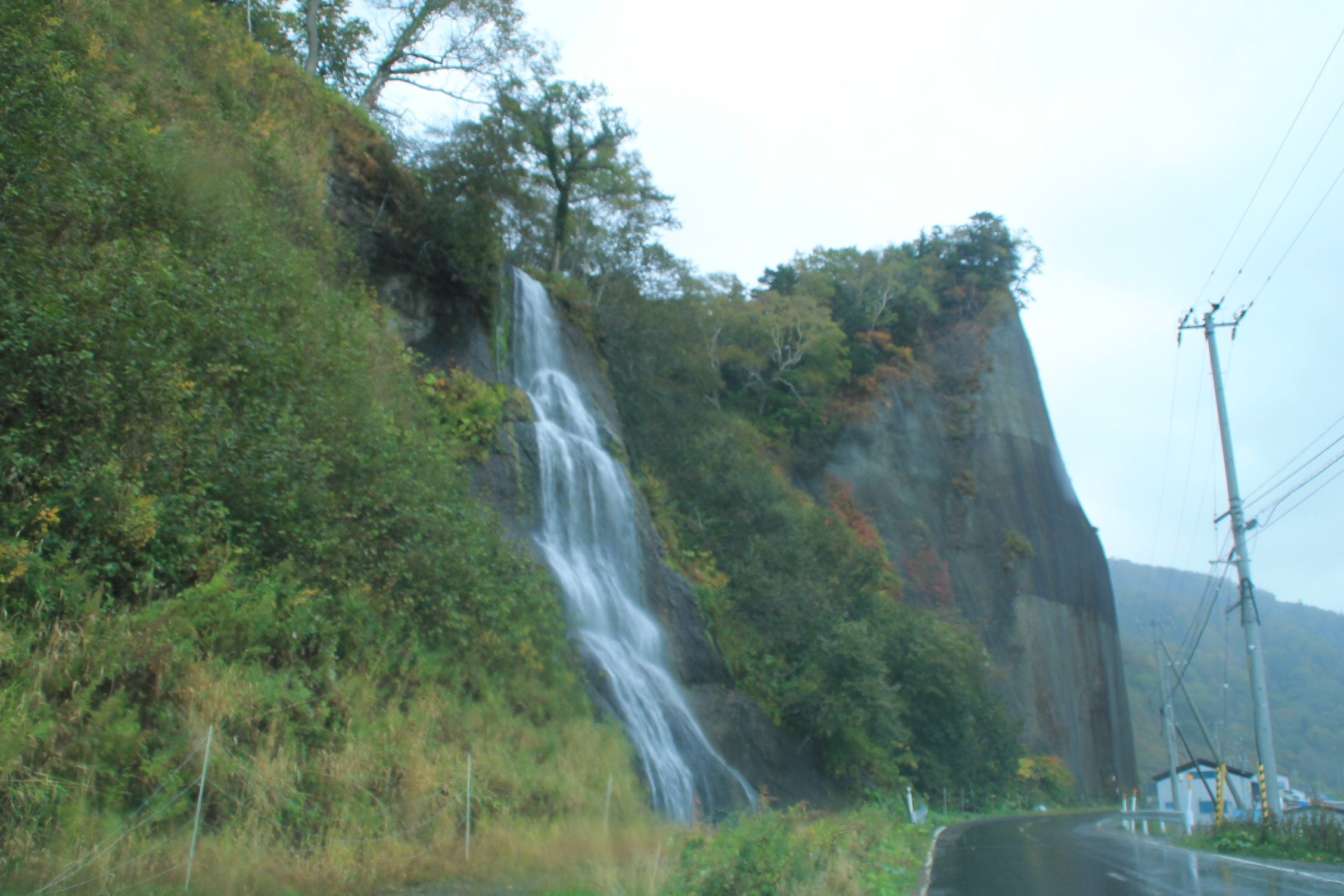
瀬石の滝（2014年10月）

### 気候
知床半島の気候は稜線（尾根）を境として斜里側と羅臼側で大きく異なっており、斜里側は夏は暑く冬は寒さが厳しい。一方、羅臼側は夏は涼しく冬の寒さも斜里側ほどではないが、気候が不安定で強風が吹き、降水量が多いのが特徴となっている。
2015年（平成27年）2月に発達した低気圧が停滞した影響により豪雪に見舞われ、観測史上最多の積雪179 cmを記録した。羅臼町では冬期間で町外に唯一接続している国道335号が3日間に渡って不通となり、除雪作業などのため北海道から自衛隊の災害派遣要請など大きな影響が出た。
| 羅臼（2005年 - 2020年）の気候 | 羅臼（2005年 - 2020年）の気候 | 羅臼（2005年 - 2020年）の気候 | 羅臼（2005年 - 2020年）の気候 | 羅臼（2005年 - 2020年）の気候 | 羅臼（2005年 - 2020年）の気候 | 羅臼（2005年 - 2020年）の気候 | 羅臼（2005年 - 2020年）の気候 | 羅臼（2005年 - 2020年）の気候 | 羅臼（2005年 - 2020年）の気候 | 羅臼（2005年 - 2020年）の気候 | 羅臼（2005年 - 2020年）の気候 | 羅臼（2005年 - 2020年）の気候 | 羅臼（2005年 - 2020年）の気候 |
| 月                            | 1月                           | 2月                           | 3月                           | 4月                           | 5月                           | 6月                           | 7月                           | 8月                           | 9月                           | 10月                          | 11月                          | 12月                          | 年                            |
| ----------------------------- | ----------------------------- | ----------------------------- | ----------------------------- | ----------------------------- | ----------------------------- | ----------------------------- | ----------------------------- | ----------------------------- | ----------------------------- | ----------------------------- | ----------------------------- | ----------------------------- | ----------------------------- |
| 最高気温記録 °C （°F）        | 8.5 (47.3)                    | 11.5 (52.7)                   | 13.9 (57)                     | 22.5 (72.5)                   | 29.4 (84.9)                   | 32.6 (90.7)                   | 32.7 (90.9)                   | 32.4 (90.3)                   | 29.8 (85.6)                   | 25.3 (77.5)                   | 19.2 (66.6)                   | 12.7 (54.9)                   | 32.7 (90.9)                   |
| 平均最高気温 °C （°F）        | −1.8 (28.8)                   | −1.8 (28.8)                   | 2.0 (35.6)                    | 6.9 (44.4)                    | 12.2 (54)                     | 15.2 (59.4)                   | 18.9 (66)                     | 21.3 (70.3)                   | 19.5 (67.1)                   | 14.1 (57.4)                   | 7.5 (45.5)                    | 1.4 (34.5)                    | 9.6 (49.3)                    |
| 日平均気温 °C （°F）          | −4.5 (23.9)                   | −4.8 (23.4)                   | −1.1 (30)                     | 2.9 (37.2)                    | 7.8 (46)                      | 11.5 (52.7)                   | 15.4 (59.7)                   | 17.8 (64)                     | 15.7 (60.3)                   | 10.1 (50.2)                   | 4.1 (39.4)                    | −1.4 (29.5)                   | 6.1 (43)                      |
| 平均最低気温 °C （°F）        | −7.5 (18.5)                   | −8.2 (17.2)                   | −4.3 (24.3)                   | −0.4 (31.3)                   | 4.2 (39.6)                    | 8.6 (47.5)                    | 12.7 (54.9)                   | 15.0 (59)                     | 12.2 (54)                     | 6.2 (43.2)                    | 0.7 (33.3)                    | −4.4 (24.1)                   | 2.9 (37.2)                    |
| 最低気温記録 °C （°F）        | −15.7 (3.7)                   | −17.3 (0.9)                   | −11.7 (10.9)                  | −10.1 (13.8)                  | −1.5 (29.3)                   | 1.0 (33.8)                    | 5.7 (42.3)                    | 8.7 (47.7)                    | 5.4 (41.7)                    | −1.9 (28.6)                   | −8.9 (16)                     | −13.4 (7.9)                   | −17.3 (0.9)                   |
| 降水量 mm （inch）            | 89.7 (3.531)                  | 66.6 (2.622)                  | 93.9 (3.697)                  | 111.7 (4.398)                 | 144.0 (5.669)                 | 119.4 (4.701)                 | 125.4 (4.937)                 | 200.5 (7.894)                 | 204.7 (8.059)                 | 214.1 (8.429)                 | 150.7 (5.933)                 | 133.8 (5.268)                 | 1,657.1 (65.24)               |
| 降雪量 cm （inch）            | 149 (58.7)                    | 119 (46.9)                    | 95 (37.4)                     | 38 (15)                       | 2 (0.8)                       | 0 (0)                         | 0 (0)                         | 0 (0)                         | 0 (0)                         | 1 (0.4)                       | 30 (11.8)                     | 114 (44.9)                    | 545 (214.6)                   |
| 平均降水日数 （≥1.0 mm）      | 13.6                          | 9.0                           | 8.9                           | 9.3                           | 11.3                          | 9.7                           | 10.7                          | 12.8                          | 13.5                          | 13.8                          | 14.8                          | 16.1                          | 143.2                         |
| 平均月間日照時間              | 88.3                          | 117.3                         | 139.0                         | 153.1                         | 164.9                         | 128.4                         | 114.7                         | 108.0                         | 124.6                         | 134.8                         | 104.8                         | 93.0                          | 1,473.2                       |
| 出典：気象庁                  |                               |                               |                               |                               |                               |                               |                               |                               |                               |                               |                               |                               |                               |

### 人口
| |                                        |  |
| 羅臼町と全国の年齢別人口分布（2005年） | 羅臼町の年齢・男女別人口分布（2005年） |  |
| ■紫色 ― 羅臼町 ■緑色 ― 日本全国 | ■青色 ― 男性 ■赤色 ― 女性              |  |
| 羅臼町（に相当する地域）の人口の推移 \| 1970年（昭和45年） \| 8,745人 \| \| \| 1975年（昭和50年） \| 8,249人 \| \| \| 1980年（昭和55年） \| 8,299人 \| \| \| 1985年（昭和60年） \| 8,065人 \| \| \| 1990年（平成2年） \| 7,805人 \| \| \| 1995年（平成7年） \| 7,471人 \| \| \| 2000年（平成12年） \| 6,956人 \| \| \| 2005年（平成17年） \| 6,540人 \| \| \| 2010年（平成22年） \| 5,884人 \| \| \| 2015年（平成27年） \| 5,415人 \| \| \| 2020年（令和2年） \| 4,722人 \| \| |                                        |  |
| 総務省統計局 国勢調査より |                                        |  |
| 1970年（昭和45年） | 8,745人                                |  |
| 1975年（昭和50年） | 8,249人                                |  |
| 1980年（昭和55年） | 8,299人                                |  |
| 1985年（昭和60年） | 8,065人                                |  |
| 1990年（平成2年） | 7,805人                                |  |
| 1995年（平成7年） | 7,471人                                |  |
| 2000年（平成12年） | 6,956人                                |  |
| 2005年（平成17年） | 6,540人                                |  |
| 2010年（平成22年） | 5,884人                                |  |
| 2015年（平成27年） | 5,415人                                |  |
| 2020年（令和2年） | 4,722人                                |  |

## 歴史
- 縄文時代の装飾、玉石が発見されている。
- 本州における奈良時代以降は独自のトビニタイ文化が栄えた。
- 1618年（元和4年）：メナシの酋長がラッコの皮を松前藩に献上（『新羅之記録』） 。
- 1701年（元禄14年）：霧多布場所が開設され知床のアイヌが交易をなす。
- 1774年（安政3年）：飛騨屋久兵衛が霧多布場所他三場所の請負人となる。
- 1789年（寛政元年）：「クナシリ・メナシの戦い」起こる。
- 1799年（寛政11年）：江戸幕府が東蝦夷地を仮直轄地として上地。
- 1858年（安政5年）：松浦武四郎が知床を探検し、多くの記録を残す。
- 1901年（明治34年）：標津外6ケ村戸長役場（現在の標津町）から分離・独立し、植別村戸長役場設置。
- 1923年（大正12年）：二級町村制が施行され、植別村（うえべつむら）となる。
- 1930年（昭和5年）：羅臼村と改称。
- 1951年（昭和26年）：羅臼漁港が「第4種漁港」指定[9]。
- 1961年（昭和36年）：町制施行で羅臼町となる。
- 1964年（昭和39年）：「知床国立公園」指定[10]。
- 1980年（昭和55年）：知床横断道路（知床峠）開通。
- 1981年（昭和56年）：国際プロレス最後の興行。
- 1983年（昭和58年）：羅臼ビジターセンター開館。
- 1999年（平成11年）：道の駅知床・らうすオープン[11]。北海道内初となる海洋深層水の陸上取水型施設設置。
- 2005年（平成17年）：知床がユネスコ（国際連合教育科学文化機関）「世界自然遺産」登録。
- 2007年（平成19年）：羅臼ビジターセンターリニューアルオープン。知床らうす深層水給水施設供用開始。
- 2009年（平成21年）：羅臼町・斜里町・標津町・清里町が「知床観光圏」認定[12]。知床世界遺産ルサフィールドハウス開館。
- 2020年（令和2年）5月11日 : 羅臼町、標津町、中標津町、別海町、斜里町、清里町、小清水町の7自治体で車両のご当地ナンバーである『知床』の交付開始。
- 2023年（令和5年）9月15日：町内に初めてヒグマ注意報が発出（注意報等の制度は前年より北海道庁が始めたもの）[13]。

## 行政
役場
- 羅臼町役場

町長
- 湊屋稔

### 平成の大合併に伴う動き
平成の大合併（日本の市町村の廃置分合）により羅臼町も隣接する標津町、中標津町、別海町との合併を模索するも標津町と別海町が離脱し、中標津町との飛び地合併と市制施行を検討した。新市名を募集したところ「知床」や「しれとこ」の名がつく名前が上位を占め、「新知床市」「東知床市」「南知床市」の中から最終的に「東知床市」を選び、新市役所を中標津町役場とすることも合意していた。
こうした動きに知床を共有している斜里町は新市名に「知床」を入れることに異議を申し立てて騒動となったが、当時の斜里町長による「自治体名にこだわらず、知床を守ることを全国にアピールすることが大切」という提案により斜里町の臨時議会で「知床を守り育てるまち宣言」を全会一致で可決し、「知床市」問題の決着を図った。結局、中標津町の住民投票により合併に対する反対票が半数を超えたため両町による協議会は解散することになり、合併は実現しなかった。

## 議会
- 議員定数10人
- 定例会
- 臨時会
- 委員会
  - 常任委員会（総務民生、経済文教、広聴広報）
  - 議会運営委員会
  - 議会だより編集特別委員会

## 官公署
国の機関
- 農林水産省
  - 林野庁北海道森林管理局根釧東部森林管理署羅臼森林事務所
- 国土交通省
  - 海上保安庁第一管区海上保安本部根室海上保安部羅臼海上保安署
- 環境省
  - 北海道地方環境事務所釧路自然環境事務所羅臼自然保護官事務所
- 防衛省
  - 陸上自衛隊標津分屯地羅臼分室

公益財団法人
- 知床財団

## 公共施設
- 羅臼町郷土資料館：日本最古の銀装飾品と国指定重要文化財が展示されている
- らうすぽ（羅臼町民体育館）
- 羅臼町老人福祉センター
- 知床らうす深層水給水施設
- 羅臼町農林漁業体験実習館

## 公的機関
警察
- 中標津警察署
  - 羅臼駐在所、麻布駐在所

消防
根室北部消防事務組合消防本部
- 羅臼消防署

医療
- 知床らうす国民健康保険診療所

## 教育機関
高等学校
- 北海道羅臼高等学校

中学校
- 羅臼町立知床未来中学校

小学校
- 羅臼町立羅臼小学校
- 羅臼町立春松小学校

幼稚園
- 羅臼幼稚園
- 春松幼稚園

## 経済・産業
当町は知床の海を基盤とする漁業の町で、就業人口をみると漁業の割合が突出して高く、就業者の6割以上が水産関連の仕事に就いている。魚種は秋さけ（サケ）、イカ、すけそ（スケトウダラ）、コンブ、ホッケが中心。農業は標津町に近い峯浜地区で酪農業が営まれ、工業は水産加工業が中心となっており、商業は羅臼町市街地を中心に行われている。観光は日帰り通過型の観光形態が多く、宿泊者は例年の観光客総数の1割から2割程度である。
羅臼町の海では海洋深層水の湧昇があり、1999年（平成11年）に北海道内初の陸上取水型施設を設置している。2007年（平成19年）から羅臼漁港に完成した知床らうす深層水給水施設で本格取水を実施しているほか、北海道内外における研究機関、企業との共同研究によって海洋深層水の可能性を探っている。
組合
- 羅臼漁業協同組合[19]

金融機関
- 大地みらい信用金庫羅臼支店
- JFマリンバンク北海道（北海道信用漁業協同組合連合会）羅臼

郵便局
- 羅臼郵便局（集配局）：交通困難地あり
- 八木浜郵便局
- 根室峯浜簡易郵便局
- 岬町簡易郵便局

宅配便
- ヤマト運輸羅臼センター
- 佐川急便中標津営業所（所在地は中標津町）

## 交通

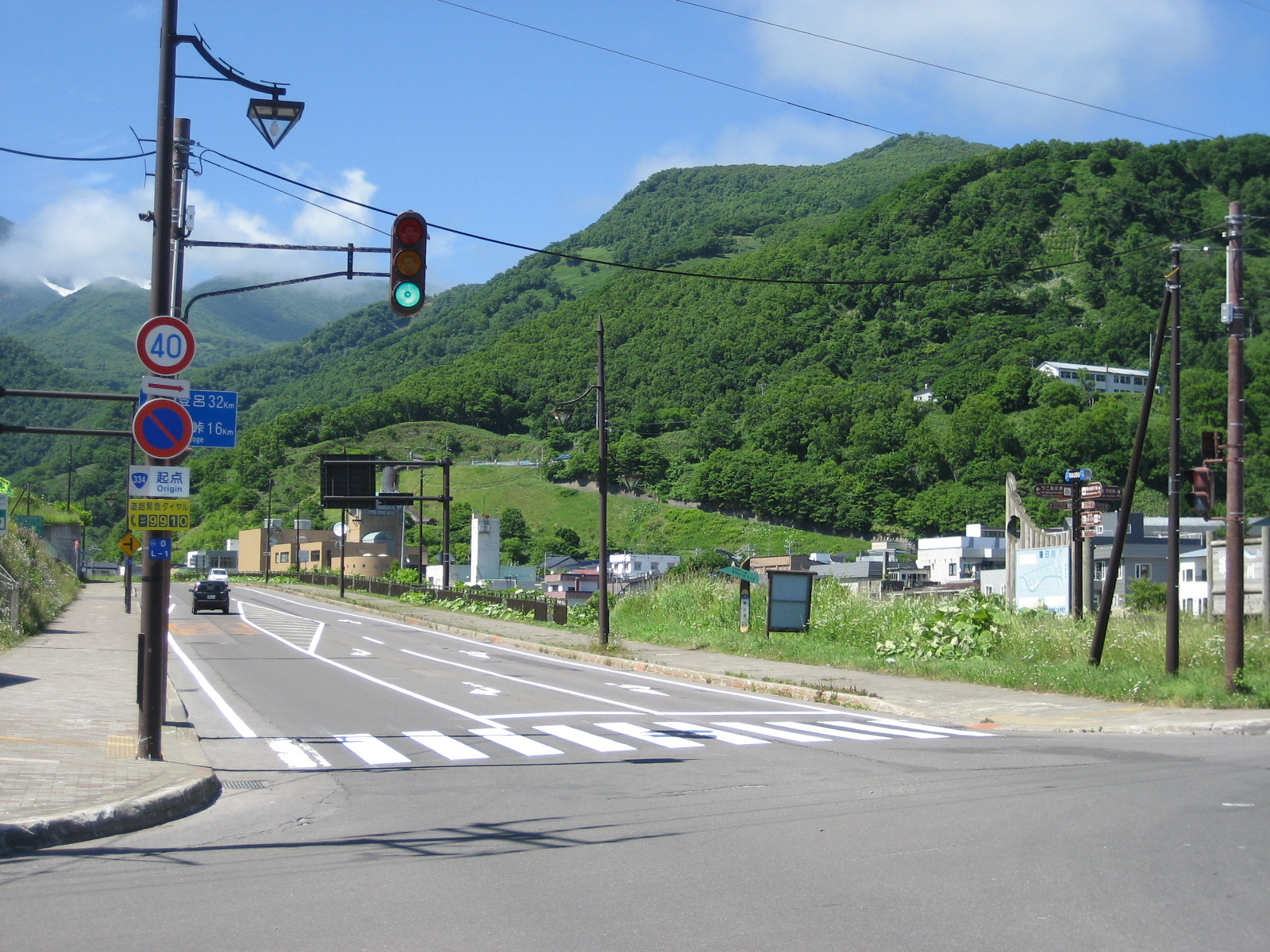
国道334号起点（2013年7月）

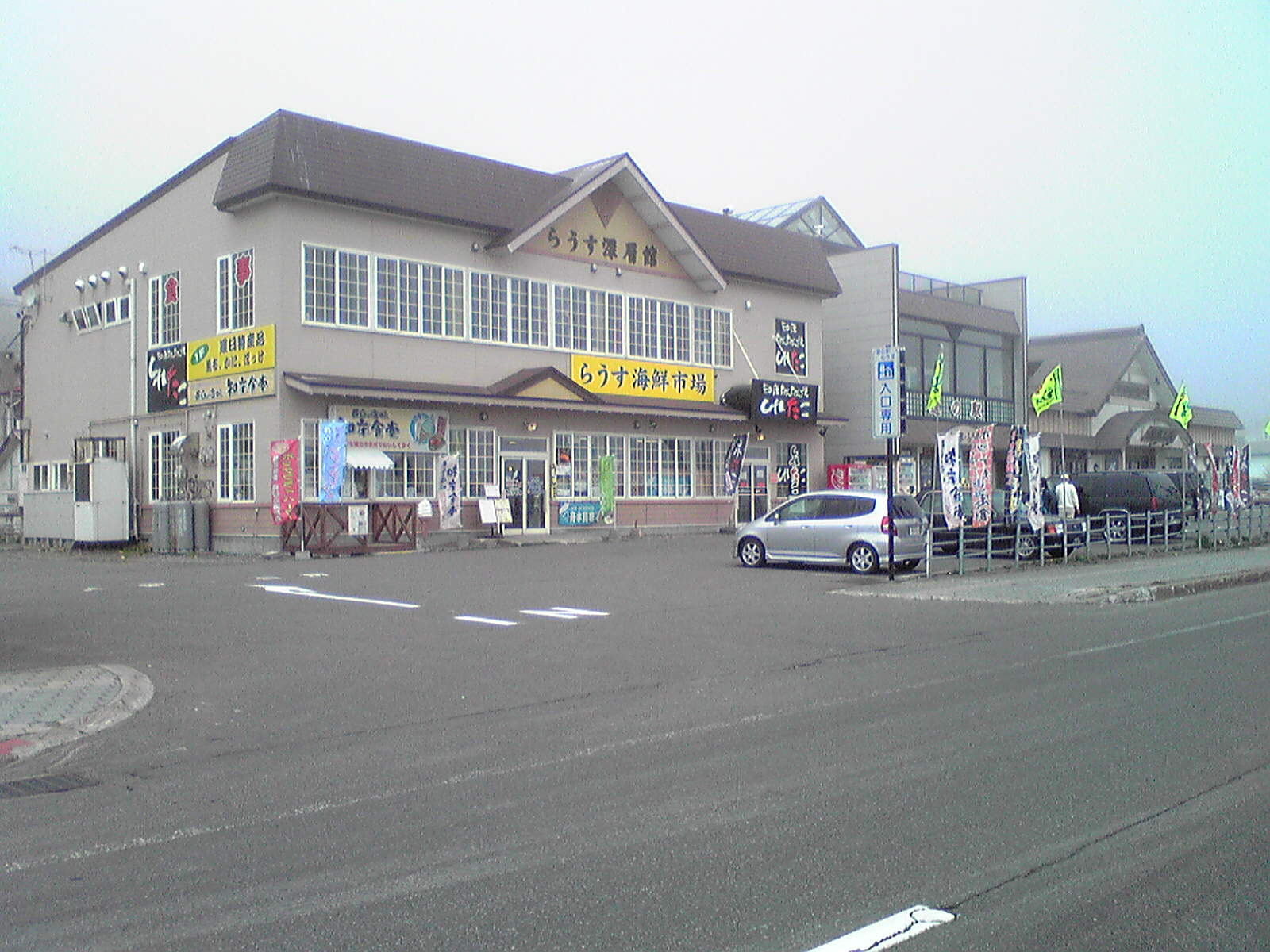
道の駅知床・らうす（2010年5月）

### 鉄道
町内を鉄道路線は走っていない。最寄り駅は、JR北海道釧網本線の知床斜里駅。

### バス
路線バス
- 阿寒バス（羅臼営業所を設置）
  - 羅臼町内路線
  - 標津町・中標津町・釧路市方面
  - 斜里町（ウトロ温泉）方面（夏季のみ。斜里バスと相互乗り入れ）

### タクシー
- 羅臼ハイヤー

### 道路
- 一般国道
  - 国道334号
    - 知床峠（知床横断道路）

  - 国道335号
- 都道府県道
  - 北海道道87号知床公園羅臼線
- 道の駅
  - 知床・らうす

### 観光船
| 名称                                 | 船舶                           | 備考                                   |
| ------------------------------------ | ------------------------------ | -------------------------------------- |
| 丸は宝来水産（ゴジラ岩観光）         | カムイワッカ号、カムイワッカ33 | ウトロ港発着沿岸航路でも別の船舶を運航 |
| 知床アルラン                         | アルランIII世                  |                                        |
| 知床ネイチャークルーズ               | EverGreen38、EverGreen         |                                        |
| 観光船はまなす                       | はまなす                       |                                        |
| 知床らうすリンクル                   |                                |                                        |
| 世界遺産クルーズ英人丸（ひでとまる） | 第二十六英人丸、第五十六英人丸 |                                        |

## 世界遺産・文化財

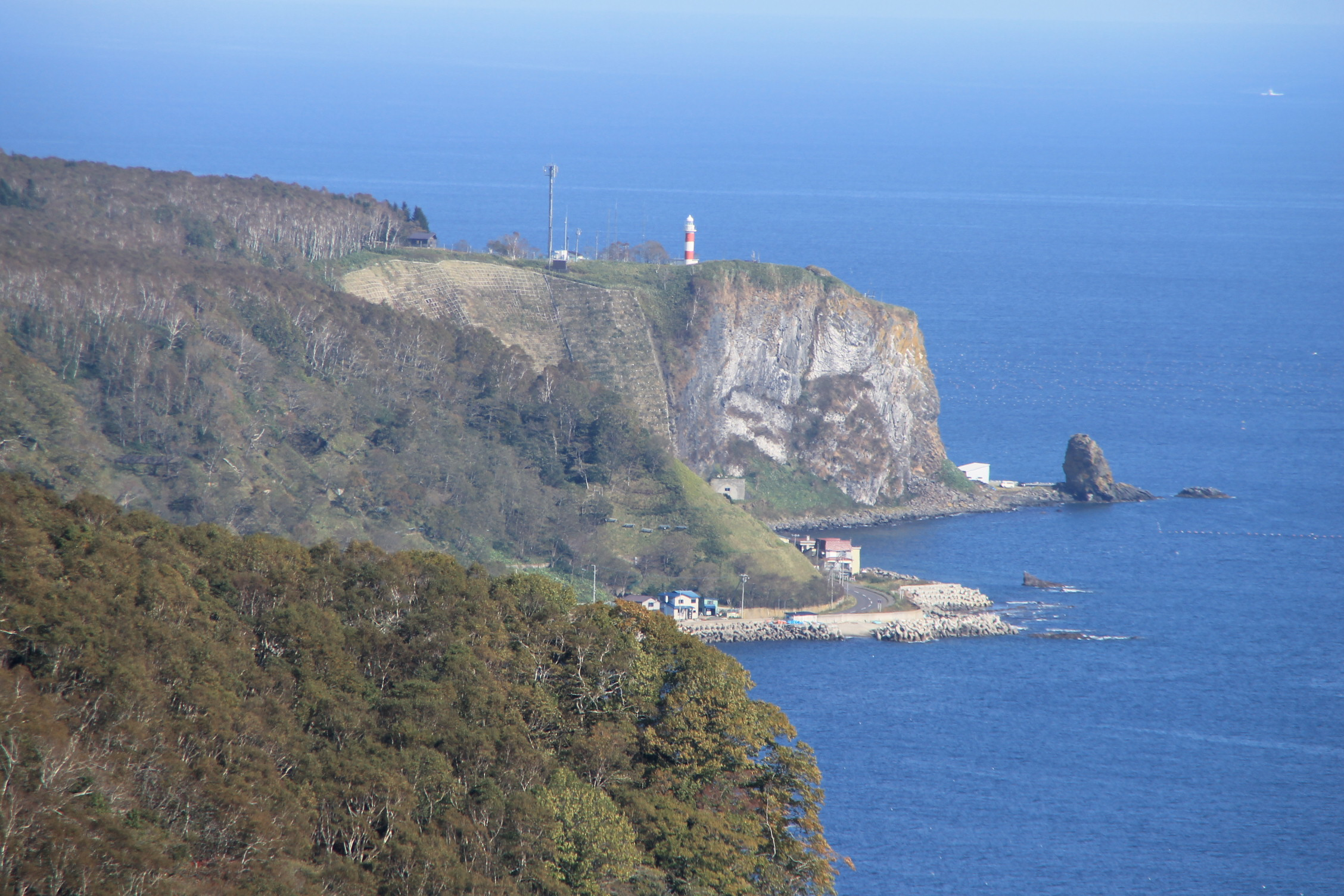
羅臼灯台

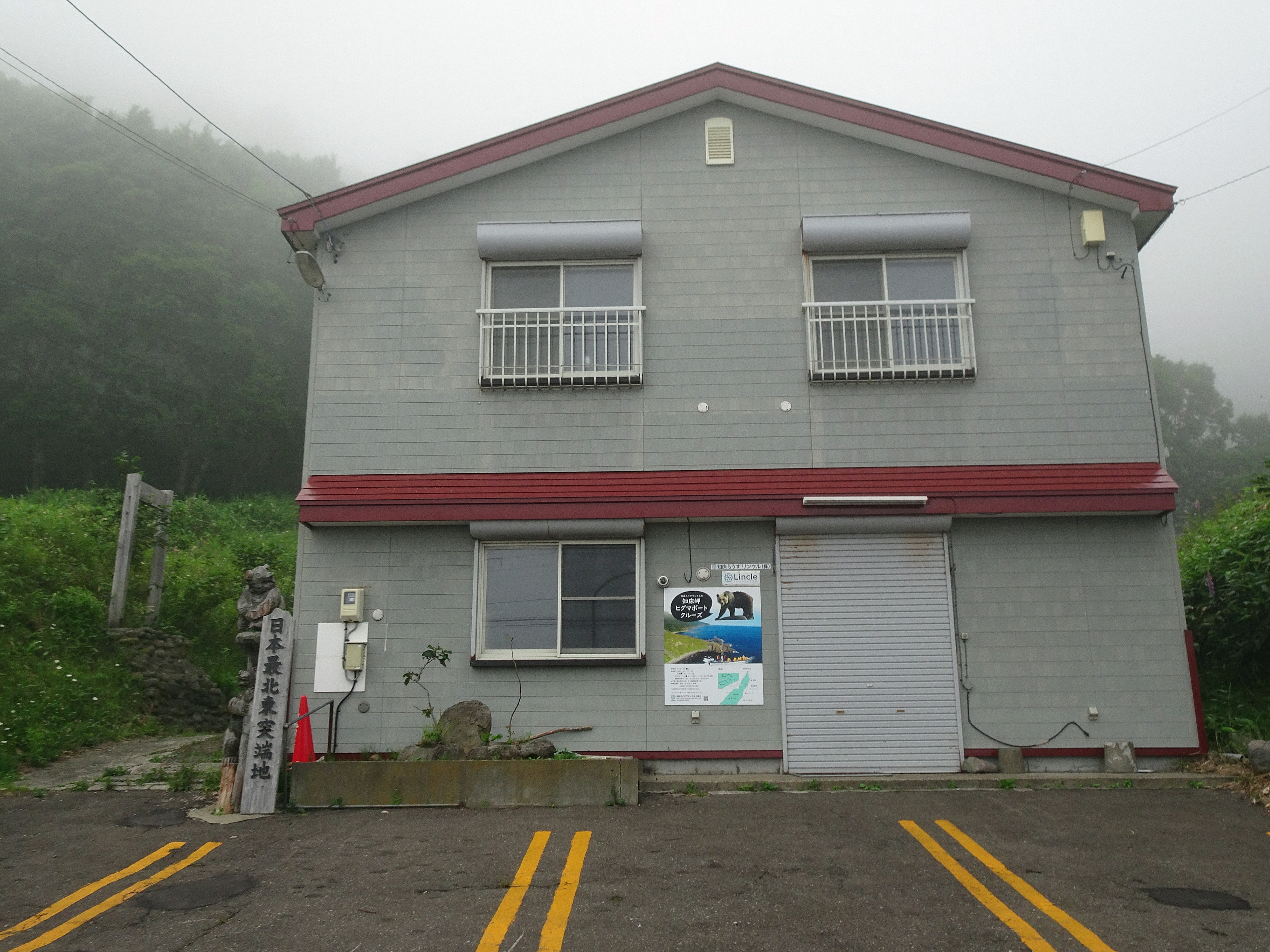
日本最北東突端地

### 世界自然遺産
- 知床

### 文化財
国指定
- 文化財
  - 松法川北岸遺跡出土品

道指定
- 天然記念物
  - 羅臼のひかりごけ[21]
  - 羅臼の間歇泉[21]

町指定
- 文化財
  - 旧植別神社跡[21]
  - 久右衛門の澗跡[21]
  - 知床いぶき樽 - 知床いぶき樽保存会[21]
  - 弘化の釣鐘[21]

## 観光地・レジャー・祭事・催事
- 羅臼岳
- 知床峠
- 羅臼湖
- 熊越の滝
- 知床世界遺産・知床国立公園羅臼ビジターセンター[22]
- 知床世界遺産ルサフィールドハウス[23]
- マッカウス洞窟のヒカリゴケ（全面立入禁止）
- しおかぜ公園
- 望郷台（羅臼国後展望塔）
- 峯浜パーキング

温泉
- 羅臼温泉
- 瀬石温泉
- 相泊温泉

キャンプ場
- 知床国立公園羅臼温泉野営場
- 羅臼オートキャンプ場
- 知床羅臼野遊びフィールド

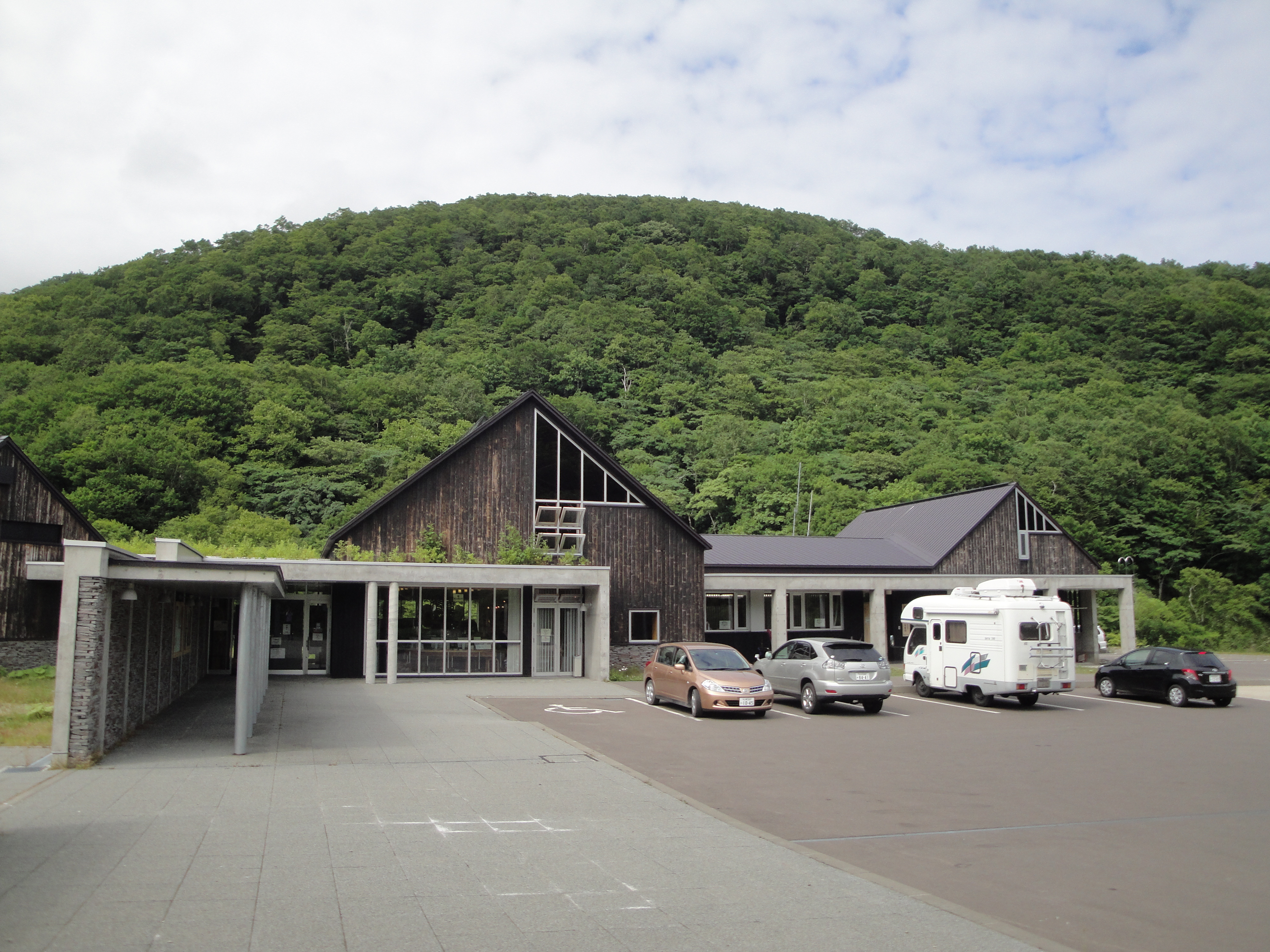
知床国立公園羅臼ビジターセンター（2011年7月）
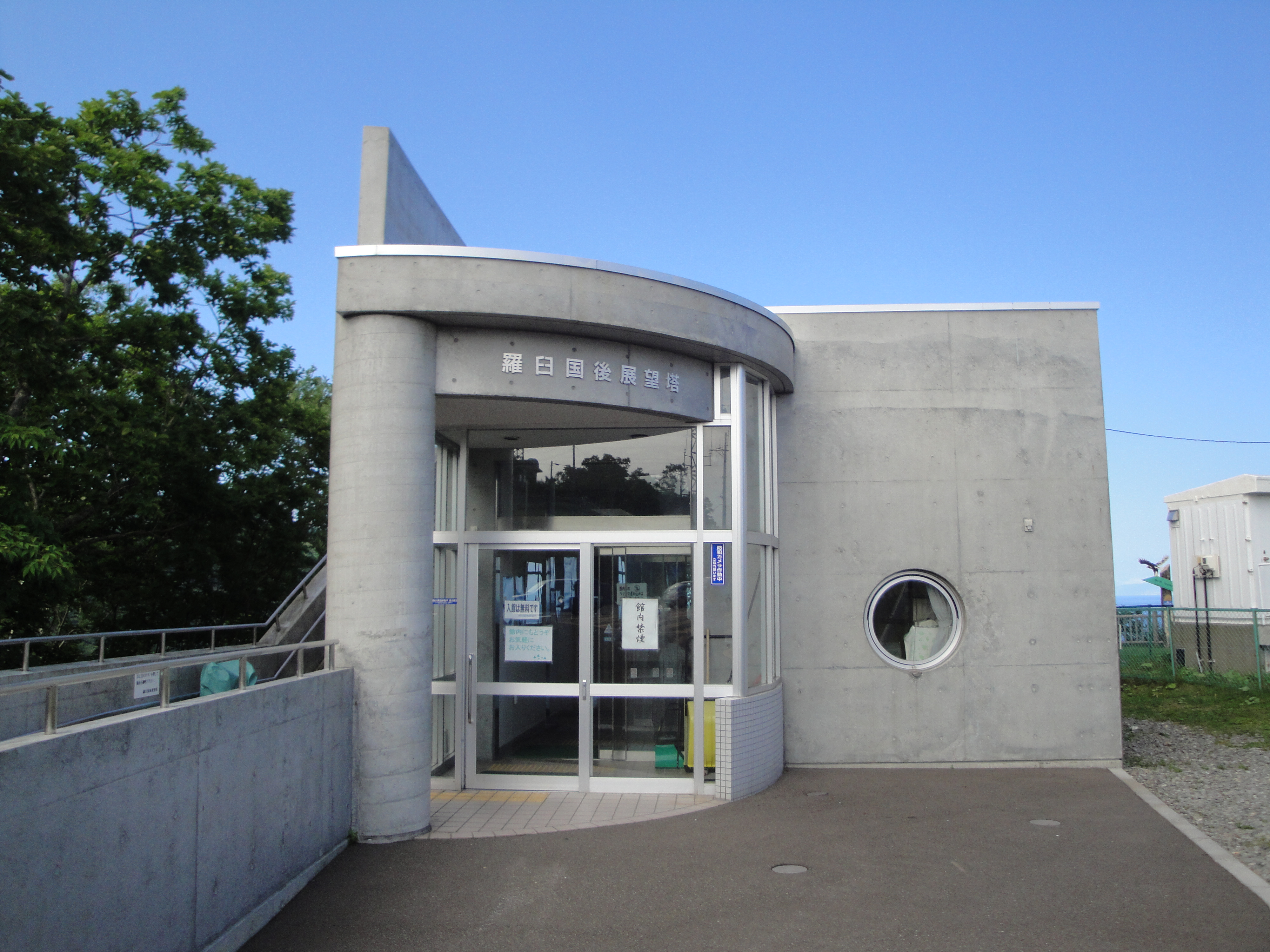
羅臼国後展望塔（2011年7月）
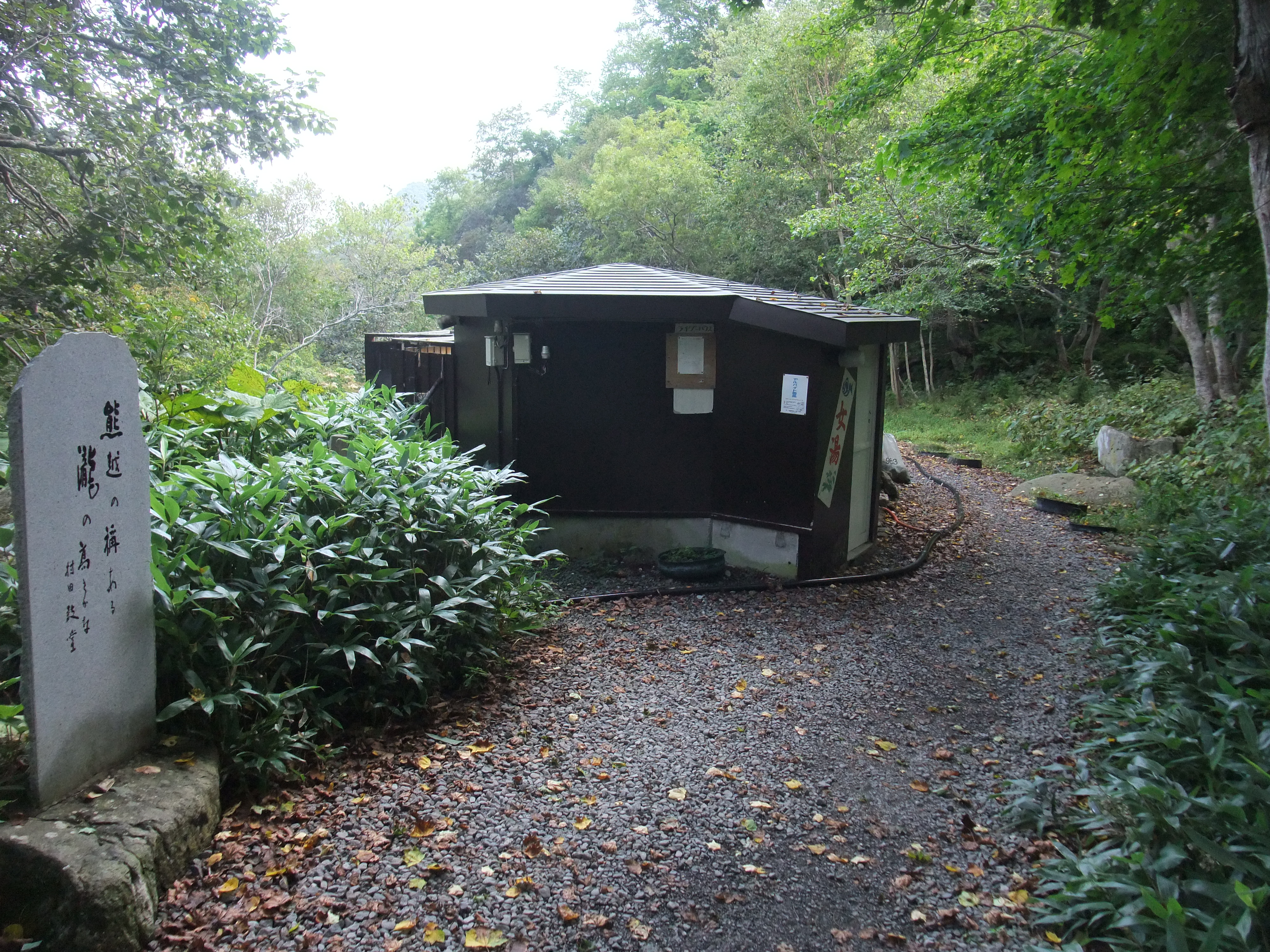
羅臼温泉 熊の湯（2012年9月）
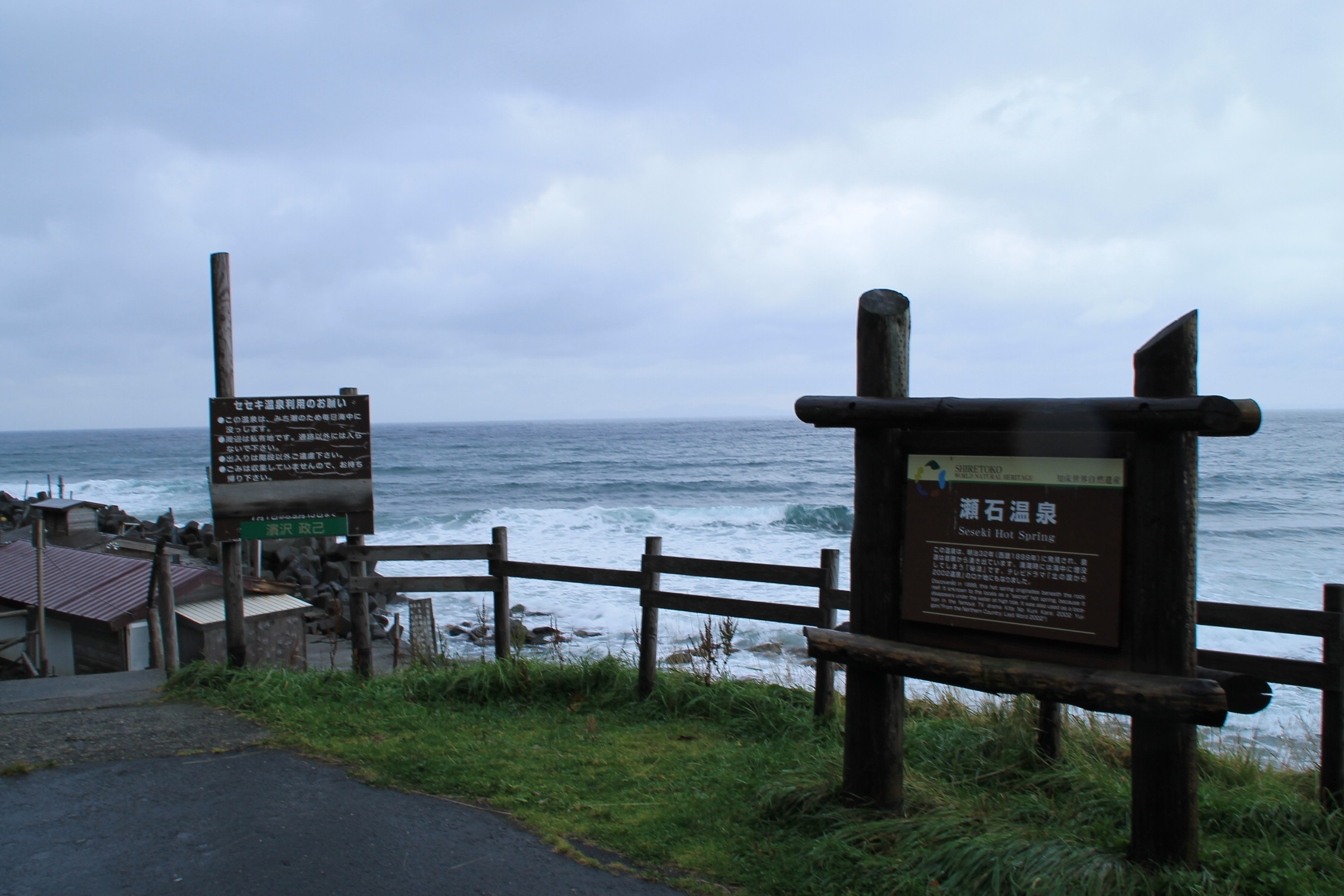
瀬石温泉（2014年10月）

### 祭り・催事
- 知床雪壁ウォーク（4月）
- 知床開き（6月）…2023年で終了
- 羅臼神社祭（7月）
- しれとこ羅臼こんぶフェスタ（7月から8月）
- らうす産業祭 漁火まつり（9月）…2023年で終了

## 羅臼町が舞台（ロケ地）となった作品
映画
- 『地の涯に生きるもの』
- 『アフリカの光』
- 『ひかりごけ』

舞台
- 『ひかりごけ』

ドラマ
- 『夏の約束』
- 『北の国から 2002遺言』
- 『北海道警事件ファイル 警部補 五条聖子』
- 『サンクチュアリ -聖域-』

小説
- 武田泰淳『ひかりごけ』

歌
- 森繁久彌・加藤登紀子「知床旅情」[24]
- 吉幾三「羅臼」

## 人物

### 出身人物
- 豊島由佳梨（女優）
- 辻中雄二郎（実業家）
- 森大翔（シンガーソングライター）

### ゆかりの人物
- 脇紀美夫（羅臼町長〈2003年 - 2015年〉、千島歯舞諸島居住者連盟理事長〈2015年 - 2023年〉）[25]

## 宣言
- 「羅臼町非核平和の町」宣言（平成22年3月8日）[26]

## 参考資料
- “羅臼町過疎地域自立促進市町村計画” (PDF).   羅臼町. 2015年10月28日閲覧。
- “平成27年度 羅臼町資料編” (PDF).   羅臼町 (2015年). 2015年10月29日閲覧。
- “羅臼町地域防災計画【本編】” (PDF).   羅臼町 (2015年). 2015年10月28日閲覧。
- “羅臼町地域防災計画【地震・津波防災計画編】” (PDF).   羅臼町 (2015年). 2015年10月28日閲覧。
- “羅臼町地域防災計画【資料編】” (PDF).   羅臼町 (2015年). 2015年10月28日閲覧。
- “羅臼町環境白書” (PDF).   羅臼町 (2015年). 2015年10月28日閲覧。